# Geisbach (Hennef)
Geisbach ist ein Stadtteil von Hennef (Sieg) im Rhein-Sieg-Kreis in Nordrhein-Westfalen. Geisbach wird heute in der Statistik der Stadt Hennef nicht mehr gesondert ausgewiesen.

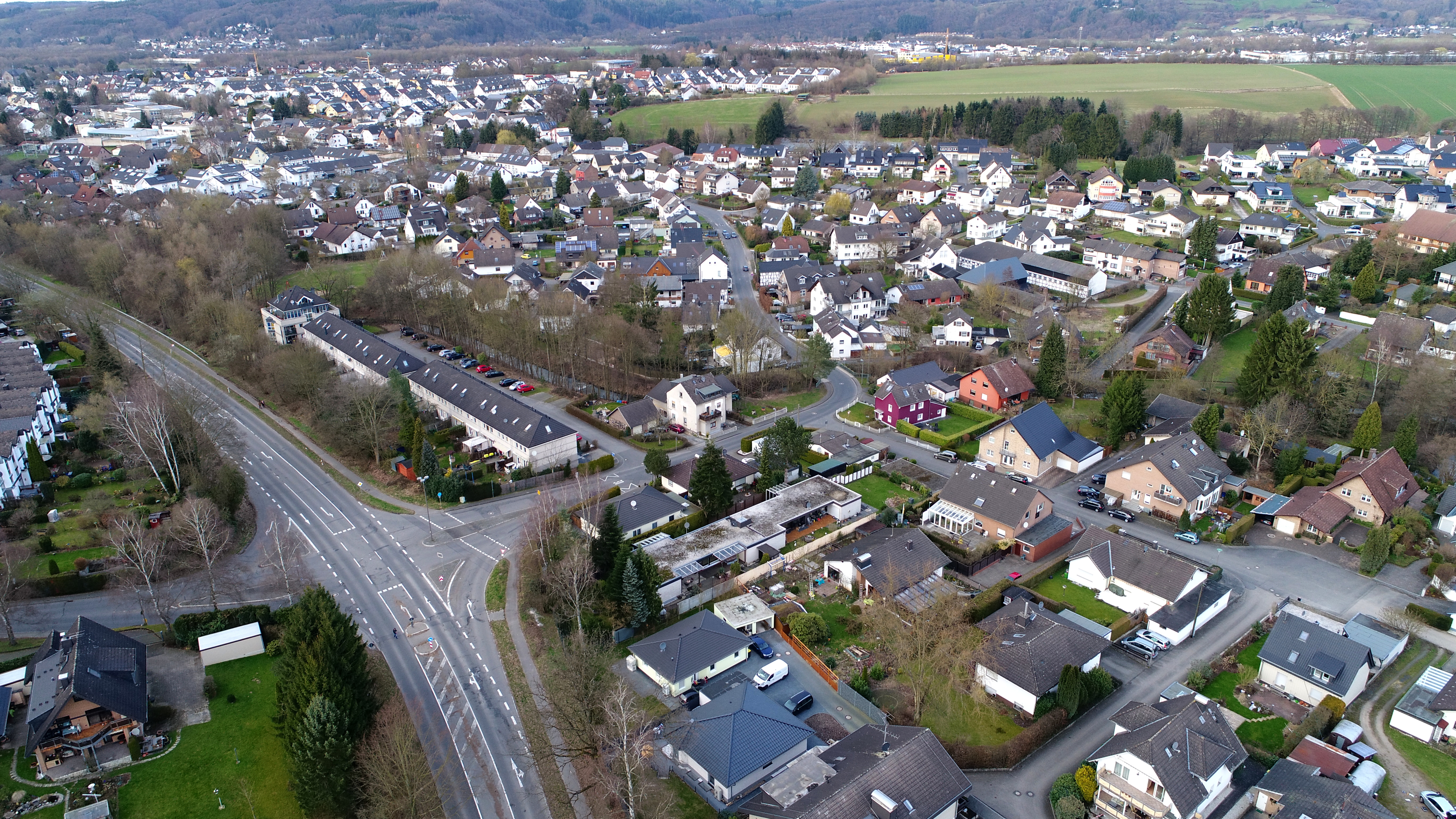
Geisbach, Luftaufnahme (2017)

Bis 1934 gehörte Geisbach zur Gemeinde Geistingen.

## Lage
Geisbach ist der östlichste Stadtteil des direkten Stadtgebietes. Nördlich liegt der Stadtteil Warth, südlich der Stadtteil Edgoven. 

## Verkehr
Nördlich von Geisbach beginnen die Bundesautobahn 560 und die Bundesstraße 478.
1892 erhielt Geisbach einen Bahnhof an der Strecke Hennef–Asbach der Bröltalbahn. Der Personenverkehr auf dieser Strecke wurde 1956 eingestellt.

## Kapelle
Die Kapelle in Geisbach gehörte ursprünglich zum Schulteshof. Es ist ein fensterloser Fachwerkbau mit kleinem Dachreiter. Die Kapelle beherbergt ein im Jahre 1734 bei einer Volksmission durch Jesuiten geweihtes Missionskreuz. Der baldige Bau einer schützenden Kapelle ist wahrscheinlich, aber sonst bestehen keine Hinweise auf das Baujahr der Kapelle.

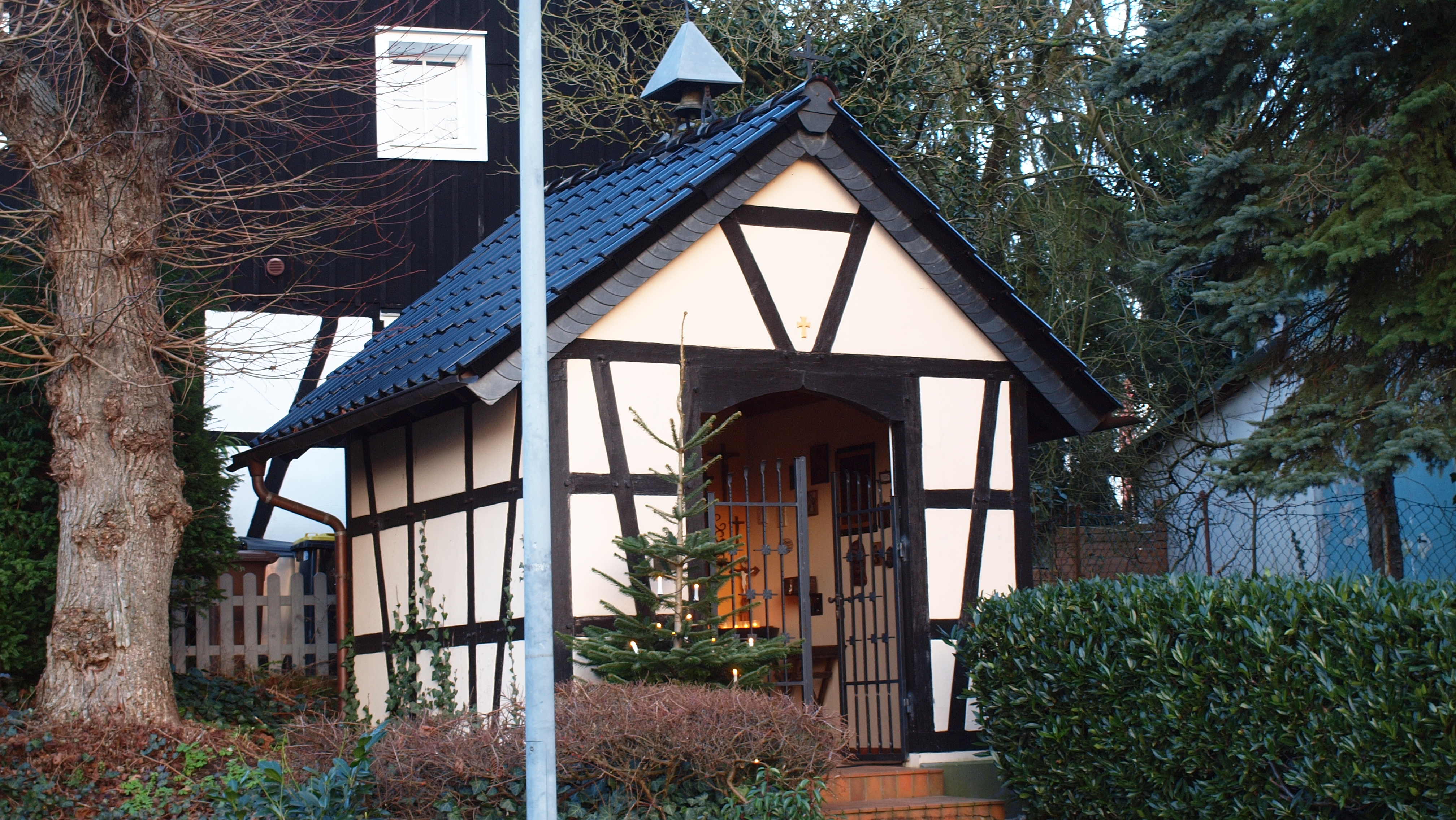
Kapelle in Geisbach (2014)